# 貝爾法斯特 (加利福尼亞州)
貝爾法斯特（英語：Belfast）是位於美國加利福尼亞州拉森縣的一個非建制地區。該地的面積和人口皆未知。

## 地理
貝爾法斯特的座標為40°26′37″N 120°27′06″W / 40.44361°N 120.45167°W，而該地的平均海拔高度為1260米（即4134英尺）。